# اولبراموویتسه (ناحیه بنشوف)
اولبراموویتسه (به چکی: Olbramovice) یک منطقهٔ مسکونی در جمهوری چک است که در ناحیه بنشوو واقع شده‌است. اولبراموویتسه ۲۵٫۳۴ کیلومتر مربع مساحت و ۱٬۲۰۱ نفر جمعیت دارد و ۴۱۸ متر بالاتر از سطح دریا واقع شده‌است.